# Jiří Beran
Pour les articles homonymes, voir Beran.
Jiří Beran (né le 18 janvier 1982 à Prague) est un escrimeur tchèque qui pratique l'arme de l'épée.

## Biographie
Il se qualifie pour les Jeux olympiques de 2016 à Rio de Janeiro en remportant le tournoi de qualification européen à Prague.
En 2007, il remporte une épreuve de Coupe du monde à Buenos Aires, la première pour un Tchèque depuis 24 ans. Il remporte la médaille de bronze par équipes lors des Championnats d'Europe d'escrime 2017 puis la médaille de bronze lors des Championnats d'Europe 2019.